# Borrowed Finery
Borrowed Finery er en amerikansk stumfilm fra 1925 instrueret af Oscar Apfel.

## Medvirkende
- Louise Lorraine som Sheila Conroy
- Ward Crane som Channing Maynard
- Lou Tellegen som Harlan
- Taylor Holmes som Billy
- Hedda Hopper som Mrs. Bordon
- Gertrude Astor som Maisie
- Trixie Friganza som Mrs. Brown
- Barbara Tennant som Lilly
- Otto Lederer